# Dragobraća
Dragobraća (em cirílico: Драгобраћа) é uma vila da Sérvia localizada no município de Stanovo, pertencente ao distrito de Šumadija, na região de Šumadija. A sua população era de 1150 habitantes segundo o censo de 2011.

## Demografia
| 1948 | 1953 | 1961 | 1971 | 1981 | 1991 | 2002 | 2011 |
| ---- | ---- | ---- | ---- | ---- | ---- | ---- | ---- |
| 535  | 522  | 557  | 597  | 764  | 806  | 845  | 1150 |